# 安東昭季
安東 昭季（あんどう あきすえ、生年不詳 - 延徳2年5月28日（1490年6月16日））は、室町時代から戦国時代にかけての武将。出羽国湊系安東氏の第4代当主。通称は湊二郎。安東惟季の子。子に宗季。法名は祥山。名は照季（てるすえ）とも。
安東氏の系譜には様々な異伝があり、特に湊家は後に子孫が絶えたため系図が混乱している。先祖と同名を名乗る者も多く、途中改名もしばしば行われたこともあり、事績が混同していることも原因の一つである。そのような湊家の歴代当主の中、昭季は系図等の二次史料にしか明確に確認されておらず、寺社に残った一次史料には存在が確認されていない。
父惟季は本領津軽を南部氏に逐われた宗家安東政季を誘い、康正2年（1456年）、秋田小鹿島（現秋田県男鹿市）を拠点とさせた上で秋田河北地方（後の檜山郡、現秋田県能代市）を治める南部氏配下の国人葛西秀清を滅ぼし檜山を本拠とさせたが、政季は津軽奪還を図り勢力拡大に努めたため、昭季の代に至ると軍役や男鹿地方を巡る勢力争いから檜山、湊両安東氏は対立したとする郷土史家の見解がある。